# Chausseehaus (Hassel)
Chausseehaus Hassel ist ein Ortsteil der Gemeinde Hassel im Landkreis Stendal in Sachsen-Anhalt.

## Geographie
Der Ortsteil Chausseehaus Hassel liegt zwei Kilometer westlich des Ortes Hassel am Nordostrand des Stendaler Stadtforstes an der Grenze zur Hansestadt Stendal in der Altmark. Im Süden des Ortes strömt der Grenzgraben Chausseehaus Hassel nach Westen genauso wie im Norden der Graben aus Hassel.
Nachbarorte sind Jarchau im Norden, Hassel im Osten, die Tannensiedlung im Südwesten und Borstel im Westen.

## Geschichte

### 19. Jahrhundert bis Neuzeit
Der Bau der Chaussee Stendal–Arneburg begann im Jahre 1853. Nach dem Abschluss der Arbeiten wurde am 29. Juli 1857 die Errichtung einer Chausseegeldhebestelle vor Stendal bekanntgegeben.
Das erste Gebäude war das 1857 errichtete Chausseehaus, „die Station 54“,  heute Rosenstraße 2. Es wurde vom Kassierer der Straßennutzungsgebühren als Dienst-, aber auch als Wohngebäude genutzt.:S. 19 Im Kirchenbuch von Hassel findet sich im Jahr 1867 der erste Eintrag über das Chausseehaus Hassel, die Geburt und Taufe des Sohnes von Johann Christian Schulze, dem „Einnehmer an der Chausseebarriere bei Hassel“.:S. 94 Noch bis 1892 wurde für die Benutzung der Straße Chausseegeld verlangt.
1871 gab es den zur Gemeinde Hassel gehörenden Wohnplatz Chausseehaus Hassel.
1890 baute die Familie Wetzel das heutige Wohnhaus in der Rosenstraße 5. Später ist es durch einen Saalanbau zur Gaststätte erweitert worden, dem Restaurant „Chausseehaus Hassel“. Es bestand noch im Jahre 2005 ist aber in dem Jahr aufgegeben worden und ist seit dem Umbau 2006 nur noch ein Wohnhaus.
In der heutigen Rosenstraße 3 ließ sich die Familie Werner um 1930 eine Miniaturburg errichten, heute Ruine genannt, die die Schulkinder aus Hassel damals gleich nach der Errichtung besichtigen durften.:S. 153 Die Tochter Elisabeth heiratete 1927 Kurt Rattensberger, der 1937 als Landwirt und Plantagenbesitzer aufgeführt wurde. Nach vielen familiären Schicksalsschlägen verließ Kurt Rattensberger vor 1950 den Ort. Das Gebäude wurde in Volkseigentum überführt und kam in Gemeindebesitz, nach 1990 an die  Treuhandanstalt. Ab 1949 bis 1988 wurde die Familienvilla vom Referat für Jugendhilfe vom Bezirk Magdeburg als Vorschulheim für 16 drei- bis sechsjährige Kinder genutzt, die dort von 16 Erzieherinnen auf ihren Schuleintritt vorbereitet wurden.:S. 168

### Vorgeschichte
1971 fand eine Einwohnerin auf der Ortsflur einen Feldgesteinhammer, der in die Jungsteinzeit datiert wurde.:S. 25

### Wüstung
Wilhelm Zahn berichtete 1908 über eine Wüstung auf der Feldmark von Stendal am Chausseehaus an der nach Arneburg führenden Chaussee, 1½ Kilometer südlich von Jarchau. Die Breite besteht teils aus Acker, teils aus Wiese, die „Teufelswiese“ und „am Teufelsbusch“ genannt wird. Vielleicht lag hier eine durch Feuer zerstörte wendische Siedlung, deren Name verschollen ist.

### Wohnheim Chausseehaus Hassel

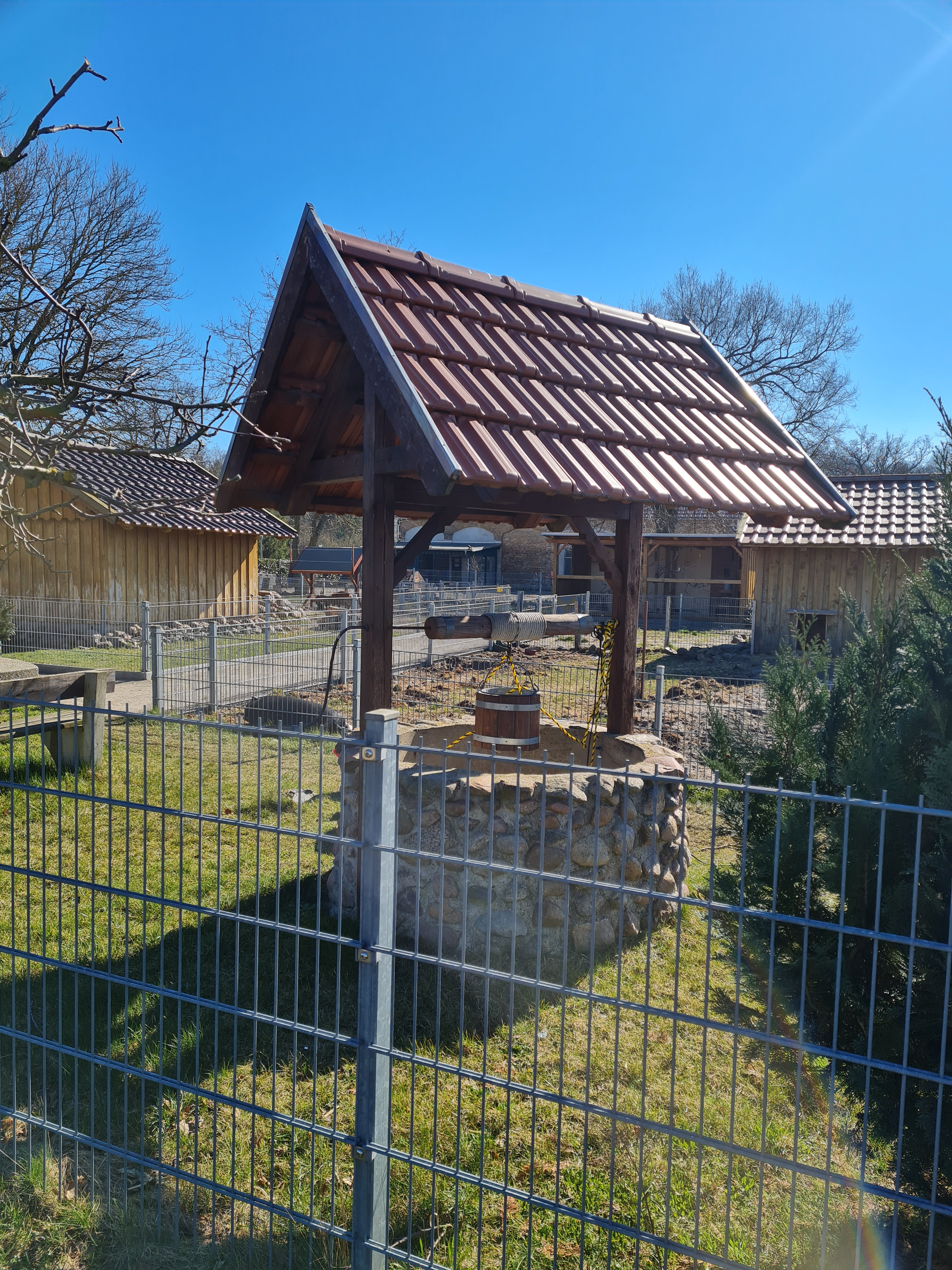
Ziehbrunnen in der Außenanlage der Fördereinrichtung Wohnheim Chausseehaus Hassel

Am 1. Oktober 1998 wurde eine gemeinnützige GmbH, die „Wohnheim Chausseehaus Hassel gGmbH“ gegründet. Sie wird vom Verein Wohnheim Chausseehaus-Hassel e. V. unterstützt. Die Wohn- und Förderstätte für Menschen mit Behinderung ist gut in den Ort integriert. In ihr leben über 20 Menschen in mehreren Wohnhäusern meist in Einzelzimmern. Teile der Einrichtung sind barrierefrei und rollstuhlgerecht. Sie ist ein etablierter Partner der Behindertenhilfe im Landkreis Stendal.

### Einwohnerentwicklung
| Jahr | Einwohner |
| ---- | --------- |
| 1871 | 05        |
| 1885 | 03        |
| 1895 | 03        |
| 1905 | 17        |
| 2001 | 80        |
| 2014 | 71        |

| Jahr | Einwohner |
| ---- | --------- |
| 2015 | [00]68    |
| 2017 | [00]69    |
| 2018 | [00]69    |
| 2020 | [00]68    |
| 2021 | [00]68    |
| 2022 | [00]67    |

| Jahr | Einwohner |
| ---- | --------- |
| 2023 | [0]65     |

## Religionen
Die evangelischen Christen aus Chaussehaus Hassel gehören zur evangelischen Kirchengemeinde Hassel, die zur Pfarrei Jarchau gehörte. Sie werden heute betreut vom Pfarrbereich Arneburg im Kirchenkreis Stendal im Bischofssprengel Magdeburg der Evangelischen Kirche in Mitteldeutschland.

## Kultur und Sehenswürdigkeiten

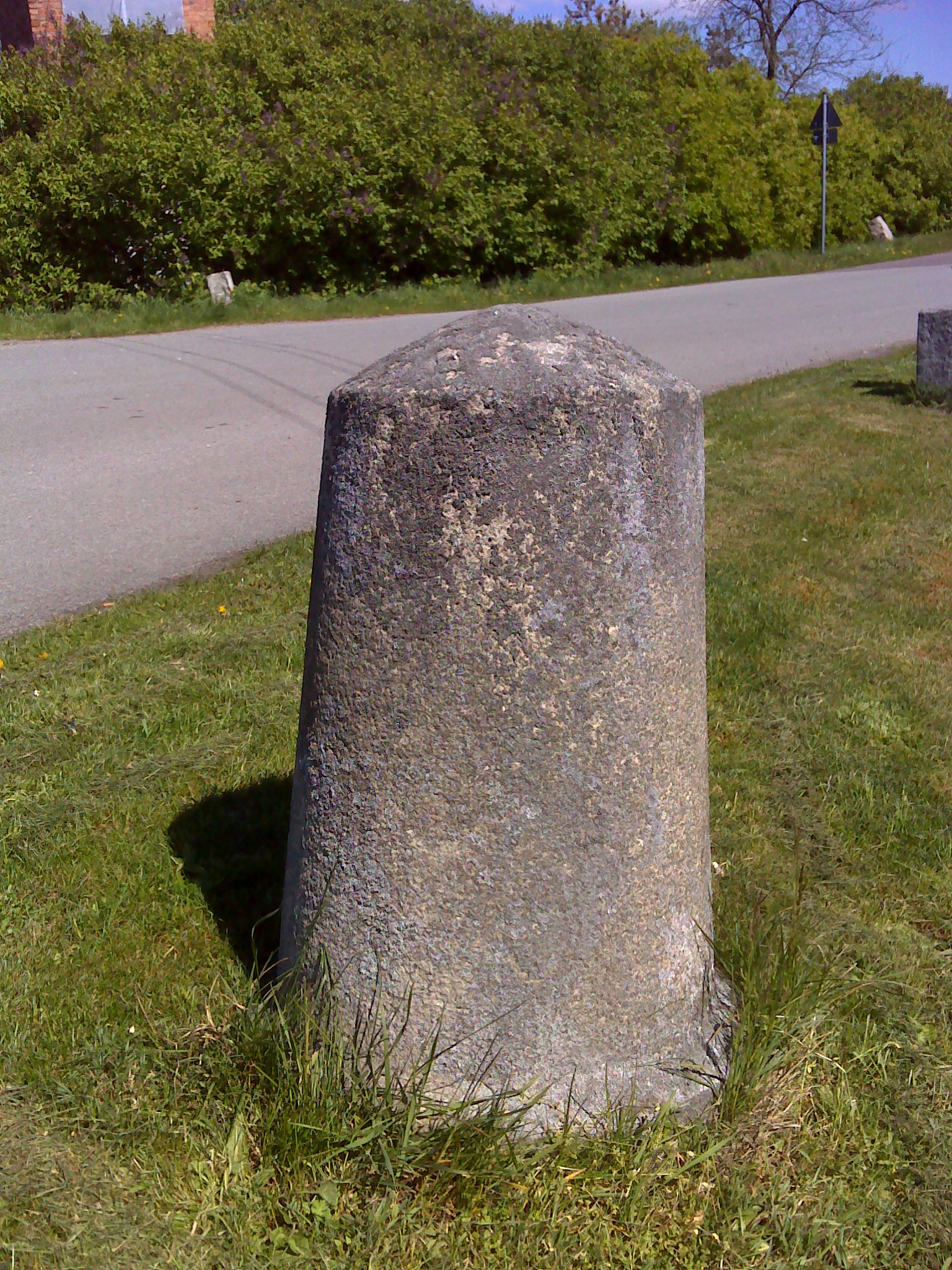
Preußischer Rundsockelstein in Chausseehaus Hassel

- Die Ruine[20] an der Landstraße L16 steht unter Denkmalschutz.

## Verkehr
Es verkehren Linienbusse und Rufbusse von stendalbus.

## Persönlichkeiten
- Günter Wetzel, Prähistoriker, geboren und aufgewachsen in Chausseehaus Hassel[7]:S. 2